# Symplecta (Psiloconopa) preclaroides
Symplecta (Psiloconopa) preclaroides is een tweevleugelige uit de familie steltmuggen (Limoniidae). De soort komt voor in het Oriëntaals gebied.